# The Little Ark
The Little Ark is een Amerikaanse film die is gebaseerd op het Nederlandse boek De kleine ark van Jan de Hartog.
De film gaat over de Watersnood van 1953 in Zeeland en de hulp die daarbij aan de slachtoffers wordt verleend. De film is gedeeltelijk op locatie opgenomen, onder andere een scène op de Bloemenmarkt aan de Singel te Amsterdam, een gegeven dat in het boek overigens niet voorkomt.

## Rolverdeling
| Acteur              | Personage            |
| ------------------- | -------------------- |
| Theodore Bikel      | The Captain          |
| Geneviève Ambas     | Adinda               |
| Philip Frame        | Jan                  |
| Lo van Hensbergen   | meneer Tandema       |
| Max Croiset         | vader Grijpma        |
| Truus Dekker        | moeder Grijpma       |
| Edda Barends        | verpleegster Winters |
| Johan te Slaa       | Kok                  |
| Lex Schoorel        | Sparks               |
| Helen van Meurs     | verpleegster         |
| Guus Verstraete sr. | Pieters              |
| Heleen Pimentel     | mevrouw Ool          |
| Riek Schagen        | Vrouw Brodfelder     |
| Martin Brozius      | boer                 |
| Jeroen Krabbé       | dokter               |
| Manfred de Graaf    | fotograaf            |
| Wik Jongsma         | fotograaf            |
| Jos Bergman         | een bijrol           |